# مبارك بن زعير
مبارك بن سعيد بن مبارك آل زعير أستاذ مساعد في كلية اللغة العربية بجامعة الإمام محمد بن سعود الإسلامية واعتقل عدة مرات لنشاطه البارز في ملف المعتقلين.

## النشأة والتعليم
حصل على درجة الماجستير في النقد من جامعة الإمام محمد بن سعود الإسلامية ثم بعد ذلك حصل على الدكتوراة في الأدب الحديث من جامعة الإمام محمد بن سعود الإسلامية.

## النشاط الحقوقي
- أثناء اعتقال والده عام 1997م وقع مع ثلاثة عشر آخرين من أهالي المعتقلين طلباً للإفراج عن أهاليهم وبعثوا بها إلى الشيخ عبد العزيز بن باز الذي قام بدوره بإرسال الرسالة لوزير الداخلية ليشفع لهم وتم بعد ذلك استدعاء الموقعين وتوقيهم على تعهد بعدم تكرار المطالبة مرة أخرى واستدعي بعد هذه الحادثة بأيام ليوقع على عدم السؤال عن والده مرة أخرى.
- شارك عام عام 2004م في برنامج حواري على قناة الجزيرة حول جماعات العنف طالب فيها بالحرص على مواجهة العنف على المستوى الفكري وليس المسلح فقط.
- عام 2006م عمل مع مجموعة من المثقفين على كتابة رؤية نقدية لمشروع الجمعية الأهلية وتم بعد ذلك مناقشة المشروع في مجلس الشورى بحضوره هو و عبد الله الحامد وسليمان الرشودي وصوت بعد ذلك الأعضاء ضد المشروع.
- في نفس العام 2006م رفع الدكتور مبارك مع عبد الله الحامد وسليمان الرشودي وموسى القرني وعبدالرحمن الشميري وعصام بصراوي وعبدالعزيز الخريجي طلباً إلى خادم الحرمين الشريفين للسماح بوقفة سلمية لمناصرة أهل غزة ولبنان ضد الاعتداد الإسرائيلي وتم بعد ذلك استدعاؤهم من قبل وزارة الداخلية وطلب منهم الصمت عن الشأن العام وهددت من يعود منهم للحديث بالعقوبة.
- أنشأ بعد سيول جدة 2009م مع محمد العبدالكريم ونواف القديمي وعبدالله المالكي مجموعة عمل بأسم مواطنون ضد الفساد والتي قامت بجهود توعوية على الصحافة وبعض المواقع الإجتماعية.
- شارك في التوقيع على عدة بيانات، منها بيان نحو دولة الحقوق والمؤسسات وإعلان وطني للإصلاح.
- كتب عام 2007م ورقة بعنوان حقوق المتهم التي تضمنها نظام الإجراءات الجزائية وقد قام بتصنيف حقوق المتهمين التي يكفلها لهم النظام حسب مرحلة الإجراء.

## المضايقات والإعتقالات
- صدر ضده حكم قضائي من القاضي حماد العمر بالسجن لمدة 10 أشهر وذلك بعد خروجه على قناة الجزيرة عام 2004م.
- تم إبعاده من التدريس وصدر قرار بتحويله إلى العمل الإداري بعيداً عن الطلاب.
- اعتقل يوم الأثنين بعد يوم من لقاء مع مساعد وزير الداخلية آن ذاك محمد بن نايف بخصوص المعتقلين.[1]
- اعتقل ظهر يوم الأربعاء 4 أكتوبر عام 2017 ومازال رهن الاعتقال